# 印度尼西亞共和國革命政府
印度尼西亞共和國革命政府是1958年在印度尼西亚苏门答腊岛建立的由军人发起的反抗苏加诺印尼中央政府的革命政权，总理为沙弗鲁丁·普拉维拉内加拉。